# Oneindigheid (Mies Wubs)
Oneindigheid is een artistiek kunstwerk op begraafplaats De Nieuwe Ooster in Amsterdam-Oost.
Begraafplaats De Nieuwe Ooster werd rond 1894 ingericht als opvolger en vervanger van de volle Oosterbegraafplaats. Nieuwe graven werden sowieso naar De Nieuwe Ooster gebracht, maar ook een hele reeks graven van de Oosterbegraafplaats werd naar de nieuwe plek gebracht. Na een ruiming kwam het Oosterpark over de Oosterbegraafplaats te liggen. In 1955 werd nog een oproep geplaatst naar degenen die hun dierbaren wilden laten overbrengen. Men ging nog een keer ruimen. In de jaren tien van de 21 eeuw werd er groot onderhoud verricht in het Oosterpark en daarbij kwamen opnieuw beenderen tevoorschijn; de ruiming was niet zorgvuldig genoeg gedaan. Die beenderen werden ten slotte begraven in een verzamelgraf aan de zuidkant van De Nieuwe Ooster. Dat verzamelgraf werd aangewezen tot het onderbrengen van alle lichamelijke resten, die op welke locatie dan ook bij archeologisch onderzoek in Amsterdam tevoorschijn komen. Tot dan toe werd vaak gekozen voor herbegraven. 
Het abstracte beeld is gemaakt door kunstenaar Mies Wubs, die het zelf Poort van de ziel noemde. Het beeld is uitgevoerd in diabas en meet 85 bij 45 bij 45 centimeter. Het beeld werd op 3 maart 2022 onthuld. 